# Gullom Holme
Gullom Holme – osada w Anglii, w Kumbrii. W 1870-72 wieś liczyła 20 mieszkańców.